# Хуан I (король Кастилії)
Хуа́н I (ісп. Juan I, 24 серпня 1358 — 9 жовтня 1390) — король Кастилії (1379—1390). Представник Трастамарського дому. Народився в Епілі, Арагон. Син кастильського короля Енріке II й Хуани де Лари. Зійшов на трон після смерті батька. Вів затяжні війни з португальським королем Фернанду І. Для союзу із Арагоном взяз за дружину арагонську інфанту Леонору, доньку арагонського короля Педро IV (1375); від неї мав двох синів — Енріке III, майбутнього кастильського короля, й Фернандо I, арагонського короля. Після смерті Леонори (1382), за умовами Салватеррського договору одружився із португальською інфантою Беатрисою, єдиною донькою і спадкоємицею Фернанду I (1383). Внаслідок смерті останнього вступив у боротьбу за португальську корону за правом дружини. Безуспішно облягав Лісабон (1384). Зазнав поразки від сил португальського короля Жуана I в битві при Алжубарроті (1385). Помер у Алькалі, Кастилія.

## Імена
- Хуан I (ісп. Juan I) — у іспанських джерелах
- Жуан I (порт. João I) — у португальських джерелах.
- Іван І, або Йоанн (лат. Ioannes) — у латинській документації.

## Біографія

### Молоді роки
Походив з династії Трастамара. Син кастильського короля Енріке II та Хуани де Лара. Народився у м. Епіла під час боротьби його батька за владу. У 1371 році брав участь у поході кастильського флоту на допомогу Франції. У 1372 році інфант Хуан відзначився у битві при Ла-Рошелі, де було знищено англійський флот. У 1374 році Хуан із флотом брав участь до берегів Англії. У 1375 році оженився на представниці Арагонського королівства.

### Війни з Португалією
Після смерті батька у 1379 році стає королем Кастилії і Леону. Того ж року заснував Орден голуба. Водночас король вимушений був вирішувати щодо підтримки (на той час тривала Велика схизма) між Урбаном IV і антипапою Климент VII. Хуан I намагався бути неупередженим, незважаючи на тиск Франції підтримати Климента. Зрештою у 1381 році кастильський король підтримав антипапу.
1382 року Хуан вступив у нову війну з Португалією. Португальський король Фернанду I разом з кембриджським графом Едмундом Ленглійським напали на Кастилію, але Хуан контратакував їх і взяв в облогу Лісабон. У серпні того ж року португальці й кастильці підписали Елваський мир, за яким країни припинили війну і ставали союзниками — португальська інфанта Беатриса, донька Фернанду I, мусила вийти заміж за кастильського принца Фернандо, сина короля Хуана І. 1383 року умови миру змінили, уклавши Салватеррський договір, за яким Беатриса мусила стати дружиною самого Хуана І. З цього моменту вплив кастильців при дворі короля Португалії значно зріс. Хуан I планував як чоловік Беатриси приєднати до своїх володінь Португалію.
У 1383 році викупив у мамлюків Лева V Лузиньяна, останнього царя Кілікії. Після цього надав у пожиттєве володіння Мадрид, Вільяреал та Андухар.

### Португальське міжкоролів'я

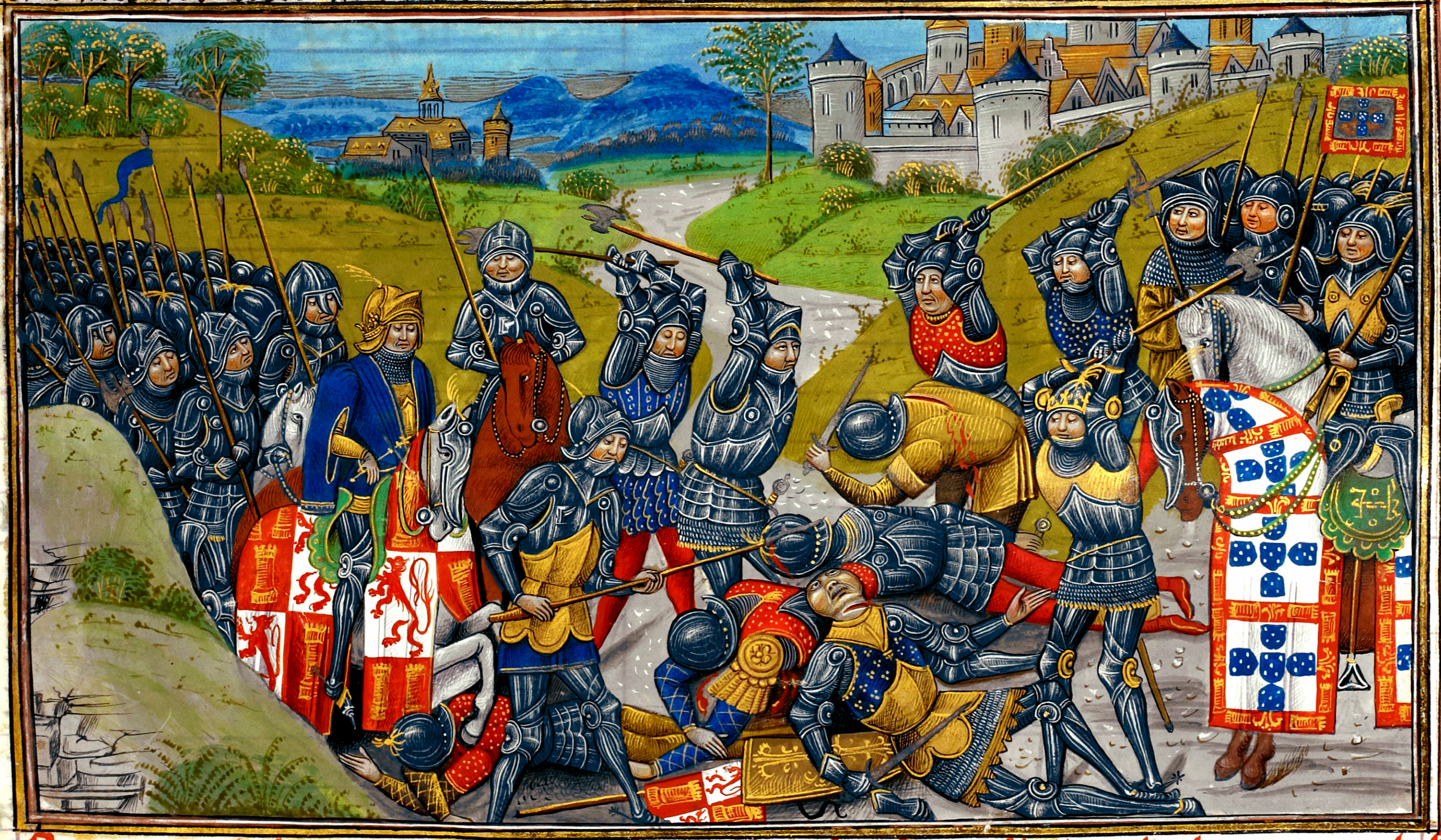
Хуан І і Жуан в битві при Алжубарроті.

1383 року Хуан розпочав боротьбу за португальський спадок. Він сподівався на підтримку удови Фернанду I — Леонори Теліш — та більшу частину грандів й духівництва. Втім планам завадили надмірні амбіції Хуана I, який не визнав тещу Леонори регентшею при своїй доньці (дружині кастильського короля), що відштовхнуло від Кастилії деяких єпископів та аристократів. У грудні того ж року в Лісабоні спалахнуло антикастильське повстання, яке очолив авіський магістр Жуан. Останнього підтримали міста неподалік від португальської столиці.
Втім у Салватеррі-ді-Магуш кортеси Португалії оголосили Беатрису королевою, а Хуана I принцом-консортом, а королівства Кастилія і Леон та Португалія не повинні бути об'єднаними. Це рішення підтримав папський легат Педро де Луна. У Бадахосі португальські та кастильські гранди зобов'язалися виконувати рішення кортесів в Салватеррі-ді-Магуш. Водночас синів Інес де Кастро, що мали права на португальський трон, за наказом Хуана I було заарештовано.
У 1384 році спрямував війська до Португалії, що дійшли до Сантарена. В цей момент було викрито змови королеви-удови Леонори, яку було схоплено й запроторено до Тордельяського монастиря. 29 травня Хуан взяв у облогу Лісабон. Але через чуму, яка викосила половину його війська, був змушений відступити від міста 3 вересня.
У 1385 році кортеси в Коїмбрі оголошено Жуана Авіського королем. Тому Хуан I знову рушив на підкорення Португалії. Вирішальна битва відбулася 14 серпня при Алжубарроті, в якій кастильські війська зазнали нищівної поразки. В цих умовах плани короля зазнали цілковитої невдачі, хоча він в подальшому намагався поновити боротьбу за португальський трон і не визнавав нову Авіську династію, називає себе королем Португалії. Але протягом 1386 році португальські прихильники Хуана I були переможені, а кастильські залоги у містах Португалії здалися й відступили до Кастилії.
Скориставшись поразкою короля у 1386 році проти нього виникла змова прихильників Педро I та його доньки Констанції, дружини Джона Гентського, герцога Ланкастерського. Останнього закликали на трон Кастилії і Леону. Водночас Джон отримав підтримку від Жуана I, короля Португалії. Втім Хуан I зміг протидії вторгненню англійців у Галісії, де останні зайняли Ла-Корунью. Кампанія 1387 року була також сприятлива для Хуана I, з яким того ж року в Байонні укладено перемир'я. Мирна угода була досягнута лише у 1388 році, за якою Джон визнав Хуана I королем (натомість герцог Ланкастер отримав грошове відшкодування) і влаштовано шлюб між інфантом Енріке та Констанцією Ланкастерською.
У 1389 році було укладено перемир'я з Португалією. У 1390 році під час кінної прогулянки неподалік від Бургоса, біля палацу архієпископа Алькала-де-Енарес, впавши з коня. Його смерть трималася в секреті кардиналом Педро Теноріо протягом декількох днів. Владу успадкував його син Енріке, принц Астурійський.

## Сім'я
- Батько: Енріке II (1334—1379), король Кастилії (1366—1367, 1369—1379)
- 1-а дружина (з 1375): Леонора (1358—1382), донька арагонського короля Педро IV
- Діти:
  - Енріке III (1379—1406), король Кастилії (1390—1406)
  - Фернандо I (1380—1416), король Арагону (1412—1416)
  - Леонора (1382)
- 2-а дружина (з 1383): — Беатриса, донька португальського короля Фернанду I.